# يوكي هامانو
يوكي هامانو (باليابانية: 濵野 勇気) (23 يونيو 1978 في كاغوشيما في اليابان – )؛ هو لاعب كرة قدم ياباني سابق كان يلعب كمدافع.

## وصلات خارجية
- يوكي هامانو على موقع رابطة كرة القدم اليابانية للمحترفين (اليابانية)
- يوكي هامانو على موقع Soccerway.com (الإنجليزية)